# Аршавский, Илья Аркадьевич
Илья Аркадьевич Аршавский — советский физиолог, доктор биологических наук, специалист в области возрастной физиологии, разработал энергетическое правило двигательной активности и сформулировал термодинамическую теорию индивидуального развития. Внёс вклад в педиатрию.

## Биография
Родился 25 января 1903 года в местечке Ивановка Славяносербского уезда Екатеринославской губернии. Его родители были портными, дед по матери был раввином, а мать была безграмотной. Будучи старшим ребёнком в бедной семье, Аршавский в 10 лет уехал в Дружковку на заработки. Спасаясь от погромов во время гражданской войны, семья переехала в Ростов-на-Дону.
Не имея официального среднего образования, в 1921 году Аршавский был принят на медицинский факультет Северо-Кавказского университета в Ростове-на-Дону как сестра милосердия. С 1923 года, продолжая учиться, Аршавский начал работать препаратором на кафедре физиологии Н. А. Рожанского, ведущего физиолога того времени, работа с которым определила интересы Аршавского к эволюционной физиологии.
Окончив университет (Ростов-на-Дону, 1926), а затем аспирантуру по физиологии в Москве, И. А. Аршавский с 1929 года проходил докторантуру в Ленинградском университете под руководством А. А. Ухтомского. В 1932—1934 годах — доцент кафедры физиологии биологического факультета Казанского университета; с 1934 года — во Всесоюзном институте экспериментальной медицины (ВИЭМ), где в 1935 организовал и возглавил лабораторию возрастной физиологии и патологии. В 1936 году И. А. Аршавский защитил докторскую диссертацию по теме «Нервная регуляция деятельности сердечно-сосудистой системы в онтогенезе».
В связи с делом врачей лаборатория была закрыта в 1953 году и восстановлена в 1954 году. С 1980 года, после того как лаборатория была закрыта, стал научным консультантом Института биофизики АН РАН.
В течение многих лет И. А. Аршавский входил в состав редколлегии журнала Developmental Psychobiology, являлся почёетным членом Российского общества физиологов и почётным членом Международного общества по психобиологии индивидуального развития.
Скончался 23 апреля 1996 года в Москве. Похоронен на Востряковском кладбище.

## Научная деятельность
Илья Аркадьевич Аршавский — один из основоположников возрастной физиологии. Его труды сыграли важную роль в формировании концепции индивидуального развития (онтогенеза) и старения (о значении для развития организма двигательной активности — так называемое энергетическое правило скелетных мышц).
С 1935 года И. А. Аршавский изучал закономерности регуляции мышечной активности и создал специальную лабораторию для физиологических исследований в области термодинамики живых систем. В лаборатории Аршавского выявлены закономерности функционирования организма на различных этапах индивидуального развития. Развивая представления своего учителя А. А. Ухтомского о неравновесности живых систем, Аршавский обнаружил, что двигательная активность организма приводит к избыточности анаболических процессов, обеспечивая его рост и развитие.
В годы Великой Отечественной войны лаборатория Аршавского занималась разработкой способов противохимической защиты детей.
В шестидесятых годах И. А. Аршавский выдвинул концепцию о доминанте беременности: возникновение соответствующего очага возбуждения в центральной нервной системе после оплодотворения яйцеклетки. Выживание и развитие оплодотворённой яйцеклетки, эмбриона, плода, младенца зависит от сформированности у его матери доминанты, обеспечивающей способность направлять в нужное русло физиологические и нервно-психические процессы. Аршавский предложил термин «материнская доминанта», которая включает в себя последовательно сменяющие друг друга доминанты беременности, родов и вскармливания.
В 1967 году И. А. Аршавский предложил физиологическую классификацию периодов индивидуального развития человека — от зародышевого до глубокой старости. Внёс вклад в изучение проблем адаптации и стресса.
И. А. Аршавский внёс вклад в педиатрию (раннее вскармливание грудью матери, критерии оценки физиологической зрелости новорождённых, оригинальная система закаливания и другие). В его лаборатории была создана шкала физиологической зрелости новорождённых на основании функциональных показателей. И. А. Аршавский указывает на следующие способы ухода для оптимального развития организма новорождённого (подчёркивая особенную важность для физиологически незрелых организмов):
- умеренный холод (закаливание),
- специальная одежда для новорождённых типа распашонки, позволяющая сохранить естественную для них двигательную активность,
- раннее вскармливание грудью,
- раннее плавание (без чрезмерных нагрузок).

## Труды
Автор более 230 публикаций, И. А. Аршавский издал несколько популярных книг для родителей:
- «Ваш малыш может не болеть», (2022)[11]
- «Ваш ребенок. У истоков здоровья», (1992)[12]
- также написал книгу воспоминаний о своём учителе А. А. Ухтомском «Мы все равноправны друг перед другом», (2002)[1]

## Семья
Жена — Эсфирь Исааковна Аршавская (1905—1982), физиолог, работала в лаборатории мужа.
Сын — Юрий Ильич Аршавский, нейрофизиолог, доктор биологических наук.
Дочь — Наталья Ильинична Аршавская, геолог.
Невестка — Наталья Николаевна Миклашевская (1929—2024), советский и российский антрополог, доктор биологических наук, специалист в области возрастной антропологии.
Племянник — Виктор Вульфович Аршавский (1933—2021), советский и латвийский психофизиолог, специалист в области психофизиологии исследовательской активности, сна и творчества. Доктор биологических наук, профессор.
Внук — Вадим Аршавский, профессор университета Дюка в областях офтальмологии, фармакологии, и клеточной биологии.
Внучка — Елена Аронова, профессор Калифорнийского университета в Санта-Барбаре в области истории науки.